# Hedaya Malak
Hedaya Malak Wahba (àrab: هداية ملاك وهبة, Hadāya Malāk Wahba) (Azusa, 21 d'abril de 1993) és una esportista egípcia que competeix en taekwondo. Va participar en dos Jocs Olímpics d'Estiu en els anys 2012 i 2016, obtenint una medalla de bronze en l'edició de Rio de Janeiro 2016 en la categoria de –57 kg.

## Palmarès internacional
| Jocs Olímpics | Jocs Olímpics            | Jocs Olímpics | Jocs Olímpics |
| Any           | Lloc                     | Medalla       | Categoria     |
| ------------- | ------------------------ | ------------- | ------------- |
| 2016          | Rio de Janeiro ( Brasil) | 3             | –57 kg        |